# 蘇爾發
蘇爾發（？—1708年），滿洲愛新覺羅氏。豫通親王多鐸之孫、追封睿親王多爾博第二子。
康熙十二年（1673年），在父親貝勒多爾博死後，襲爵位為貝子。康熙三十九年（1700年），被降爵位為鎮國公。康熙四十七年（1708年），蘇爾發逝世。
乾隆二十七年（1762年），信慤郡王德昭逝世，朝廷以蘇爾發曾孫如松承襲信郡王爵位，並追封蘇爾發為信郡王。
乾隆四十三年（1778年），清高宗以多爾袞為小人誣蔑，於開國有功，復任多爾袞為睿親王，配享太廟，其爵位世襲罔替。下詔多爾博仍還為多爾袞後嗣，命令如松子淳穎仍襲睿親王。蘇爾發亦被追封為睿親王。